# Mypolonga
Mypolonga är en ort i Australien. Den ligger i kommunen Murray Bridge och delstaten South Australia, omkring 69 kilometer öster om delstatshuvudstaden Adelaide.
Närmaste större samhälle är Murray Bridge, omkring 10 kilometer sydväst om Mypolonga. 
Trakten runt Mypolonga består till största delen av jordbruksmark. Runt Mypolonga är det glesbefolkat, med 10 invånare per kvadratkilometer. Genomsnittlig årsnederbörd är 513 millimeter. Den regnigaste månaden är juni, med i genomsnitt 86 mm nederbörd, och den torraste är december, med 16 mm nederbörd.